# Schenectady Challenger 1986
Lo Schenectady Challenger 1986 è stato un torneo di tennis facente parte della categoria ATP Challenger Series nell'ambito dell'ATP Challenger Series 1986. Il torneo si è giocato a Schenectady negli Stati Uniti dal 14 al 20 luglio 1986 su campi in cemento.

## Vincitori

### Singolare
Ramesh Krishnan ha battuto in finale  Andre Agassi con il punteggio di 6–2, 6–3

### Doppio
Gary Muller /  Todd Nelson hanno battuto in finale  Matt Anger /  Russell Simpson con il punteggio di 6–2, 6–4